# Emberiza stewarti
Escrevedeira-de-coroa-branca ou escrevedeira-de-cabeça-branca (Emberiza stewarti) é uma espécie de ave da família Emberizidae.
Pode ser encontrada nos seguintes países: Afeganistão, Índia, Irão, Cazaquistão, Quirguistão, Nepal, Paquistão, Tadjiquistão, Turquemenistão e Uzbequistão.
Os seus habitats naturais são: florestas boreais, matagal boreal e campos de gramíneas de clima temperado.